# Boss Corporation
Boss — производитель педалей эффектов для электрогитар и бас-гитар. Является подразделением Roland Corporation, японского производителя музыкального оборудования. Основной продукцией компании являются педали эффектов, электронные тюнеры и педалборды. За последнее время производственная линейка была дополнена драм-машинами, портативными цифровыми студиями и другим электронным оборудованием.

## Известные модели

### DS-1 Distortion и DS-2 Turbo Distortion

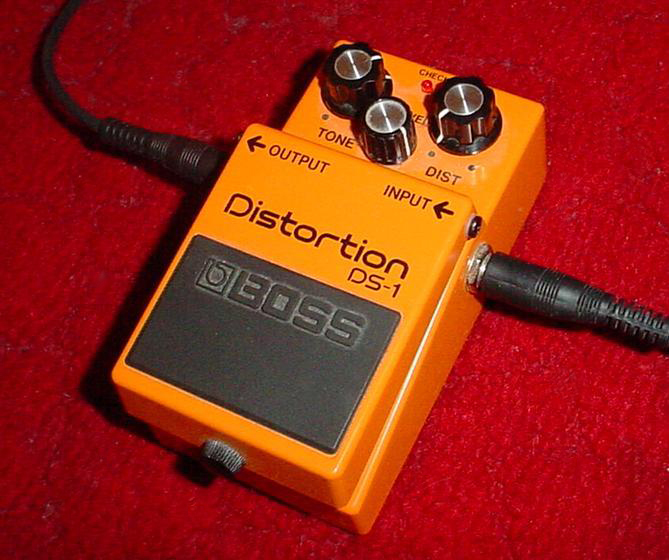
Boss DS-1 Distortion

Педаль DS-1 была выпущена в 1978 году. Она построена по простой схеме с использованием одного операционного усилителя.
DS-1 использовалась как основной эффект дисторшн Куртом Кобейном при записи альбома группы «Nirvana» Nevermind. Кроме того, пользовались этой педалью Джо Сатриани, Дэйв Наварро из Jane's Addiction, Джон Петруччи из Dream Theater, и Стив Вай.
DS-2 имеет два режима: звучание первого похоже на DS-1, звучание второго более тяжелое. Ею пользовались Джон Фрушанте из Red Hot Chili Peppers, Курт Кобейн из Nirvana и Ким Дил из Pixies и The Breeders.